# Johannes Uddonis
Johannes Uddonis (svenska: Jöns Uddesson), död 1601, var en svensk präst och skolmästare. 

## Biografi
Uddonis var son till borgmästaren Udd Jönsson och Anna i Tistorp, Vadstena stad. Uddonis blev 1570 skolmästare vid Katedralskolan i Linköping och kyrkoherde i Landeryds församling, Landeryds pastorat.